# Madame d'Aulnoy
Marie-Catherine Le Jumel de Barneville, baroană d'Aulnoy (n. 1652, Barneville, Basse-Normandie, Franța – d. 14 ianuarie 1705, Paris, Regatul Franței) cunoscută și sub numele de Contesa d'Aulnoy, a fost o autoare franceză cunoscută pentru basmele ei literare. Când și-a numit lucrările contes de fées (basme), ea a dat naștere termenului care este acum folosit în general pentru acest gen.

## Biografie
D'Aulnoy s-a născut în Barneville-la-Bertran, în Normandia, ca membru al familiei nobiliare Le Jumel de Barneville. A fost nepoata lui Marie Bruneau des Loges, prietena lui François de Malherbe și a lui Jean-Louis Guez de Balzac. În 1666, la vârsta de cincisprezece ani, tatăl ei i-a aranjat o căsătorie cu un parizian cu treizeci de ani mai în vârstă - François de la Motte, baron d'Aulnoy, din familia ducelui de Vendôme. Baronul era un liber cugetător și un parior cunoscut. În 1669, baronul d'Aulnoy a fost acuzat de trădare (deoarece criticase taxele impuse de rege) de doi bărbați, care se prea poate să fi fost amanții doamnei d'Aulnoy (în vârstă de nouăsprezece ani pe atunci) și de mama acesteia, care, printr-o a doua căsătorie, devenise Marchiza de Gadagne. Dacă avea să fie găsit vinovat, verdictul ar fi însemnat execuția. Baronul d'Aulnoy a petrecut trei ani în închisoarea Bastilia înainte de a convinge într-un final instanța de nevinovăția sa. În schimb, cei doi bărbați implicați în acuzație au fost executați. Acuzațiile și contraacuzațiile se află consemnate în arhivele Bastiliei. Marchiza de Gadagne a fugit în Anglia și, deși a fost emis un mandat de arestare pe numele doamnei d'Aulnoy, ea a fugit de ofițeri pe fereastră și s-a ascuns într-o biserică.
Este posibil ca ulterior să fi lucrat ca spioană pentru Franța (și poate să fi locuit o perioadă în Olanda, Spania și Anglia) înainte de a reveni în Paris, în 1685 (posibil ca răsplată pentru actele ei de spionaj). Marchiza de Gadagne a rămas în Madrid, trăind dintr-o pensie asigurată de Regele Spaniei. Doamna d'Aulnoy a a găzduit întâlniri mondene  în casa ei din strada Saint-Benoît, frecventate de aristocrați și prinți de seamă, inclusiv de prietenul ei apropiat, Saint-Evremond.
În 1699, prietena doamnei d'Aulnoy, Angélique Ticquet, a fost decapitată pentru că a pus un servitor să riposteze împotriva soțului abuziv al lui Angélique, tot dintr-o căsătorie forțată. Servitorul a fost spânzurat pentru că l-a împușcat și l-a rănit pe consilierul Ticquet. Doamna d'Aulnoy a scăpat de persecuție, în ciuda presupusei sale implicări și a întrerupt implicarea în scena socială din Paris timp de douăzeci de ani.
D'Aulnoy a publicat douăsprezece cărți, inclusiv trei pseudo-memorii, două colecții de basme și trei romane „istorice”. A contribuit la antologia Recueil des plus belles pièces des poètes français (Antologia celor mai frumoase opere ale poeților francezi) în 1692 și a scris o serie de jurnale de călătorie bazate pe presupusele ei călătorii prin viața regală din Madrid și Londra. Și, deși se prea poate ca însemnările ei să fi fost plagiate și inventate, aceste povești au devenit ulterior cele mai populare lucrări ale ei. A devenit celebră în calitate de istoric și reporter de povești din afara Franței, iar când a fost aleasă membru al Accademiei dei Ricovrati din Padova (Academia Galileană de științe), a preluat numele muzei istoriei, Clio. La acea vreme, istoria avea un înțeles mult mai liber, care includea și relatările ei fictive. Totuși, după 150 de ani, termenul a căpătat un sens mult mai restrâns, ceea ce a dus la catalogarea lucrărilor ei drept „frauduloase”. Cu toate acestea, în acea perioadă, în Franța și Anglia, operele au fost considerate de divertisment, impresie reflectată în recenziile epocii. Încercările ei de a relata veridic și autentic despre Războaiele Olandeze purtate de Ludovic al XIV-lea nu s-au bucurat de același succes. Banii pe care i-a câștigat din scris au ajutat-o să-și crească cele trei fiice, nu toate născute în timpul căsătoriei cu baronul d'Aulnoy.
Cele mai cunoscute lucrări ale ei au fost basmele și poveștile de aventuri, precum cele din Les Contes des Fées (Poveștile zânelor) și Contes Nouveaux, ou Les Fées à la Mode (Povești noi sau Zânele la modă). Spre deosebire de poveștile populare ale fraților Grimm, care s-au născut cu aproximativ 135 de ani după d'Aulnoy, ea își spunea poveștile într-un stil mai degajat, ca o conversație de salon. Foarte multe din scrierile ei au creat o lume a mirilor și mireselor animale, în care eroii cunoșteau dragostea și fericirea doar după nenumărate obstacole. Aceste povești cu siguranță nu erau potrivite pentru copii, de aceea multe adaptări în limba engleză diferă foarte mult de original.
Specialiștii Jack Zipes și David Blamires sugerează că, datorită numeroaselor asemănări dintre operele literare ale doamnei d'Aulnoy și creații folclorice ușor de identificat, este foarte probabil ca aceasta să fi fost familiarizată cu tradiția orală sau cu reelaborarea lor literară. În plus, Jacques Barchilon a afirmat că operele lui d'Aulnoy pot fi clasificate în anumite tipuri de basme populare din indexul internațional de clasificare a basmelor populare, dintre care unele de tipul „Mireasa animal” și „ Mirele animal”.

## Familie
Doamna d'Aulnoy a avut șase copii, dintre care doi s-au născut după ce s-a despărțit de soțul ei, dar, totuși, au purtat numele acestuia:
- Marie-Angélique (26 ianuarie 1667, a murit foarte devreme, probabil înainte de noiembrie 1669[15])
- Dominique-César, singurul ei fiu (23 noiembrie 1667, a murit de mic)
- Marie-Anne, Doamnă de Barneville (27 octombrie 1668[16] – înainte de 1726[17]); s-a căsătorit pe 29 noiembrie 1685 cu Claude-Denis de Héère (1658 – înainte de iunie 1711[17]), un nobil din Berry, care a devenit sir de Barneville și i-a născut pe:
  - Jacques-Denis-Augustin de Héère (1698–?); s-a căsătorit pe 2 noiembrie 1734, cu Geneviève Françoise de La Fauche. Nicio relevanță.
  - Marguerite de Héère, Doamnă de Vaudoy.
  - Denise-Lucrèce de Héère (? – după 1772).
  - Marguerite-Françoise de Héère; s-a căsătorit cu Jacques-François Tardieu, „conte” de Malissy.
  - Marie-Anne de Héère (6 august 1701 – 3 ianuarie 1737); s-a căsătorit pe 24 septembrie 1735, cu Jean-Pierre de Fontanges și a avut un fiu:
    - François-Alexandre de Fontanges (28 decembrie 1736 – 1754).
- Judith-Henriette (14 noiembrie 1669 – după 1711); s-a căsătorit pe 4 septembrie 1704, la Madrid, cu Giulio Orazio Pucci, al doilea marchiz de Bargente (Barsento, în Italia) și a avut cel puțin doi copii:
  - Antonio Pucci[18]
  - Luisa Maria Pucci; a fost prima soție a lui Francesco Guicciardini.
- Thérèse-Aimée (13 octombrie 1676 – după 1726[18]); s-a căsătorit cu Edmé des Préaux d'Antigny și a avut o fiică:
  - Edmée-Angélique des Préaux d'Antigny (născută la 18 noiembrie 1704 – data morții necunoscută); a fost căsătorită cu Pierre-Joseph Vermale, dar căsătoria a fost anulată.
- Françoise-Angélique-Maxime (în jur de 1677 – 17 noiembrie 1727); nu s-a căsătorit niciodată și nici nu a prezentat interes.

## Opera literară
- Sentimentele unui suflet penitent (Sentiments d'une Ame penitente)
- Întoarcerea unui suflet la Dumnezeu (Le Retour d'une Ame à Dieu)
- Istoria lui Hippolit, conte de Douglas (Histoire d'Hippolyte, comte de Duglas) (1690)
- Istoria lui Jean de Bourbon, Prinț de Carency (Histoire de Jean de Bourbon, Prince de Carency) (1692)
- Contele de Warwick (Le Comte de Warwick)
- Curtea actuală a Spaniei sau Galanteria modernă a nobilimii spaniole a fost prezentată în mai multe povestiri și în șaptezeci și cinci de scrisori. scrise de îndrăgostita Tereza către iubitul ei marchiz de Mancera (1693) (Memoire de la cour d'Espagne) (1690)
- Amintiri de la Curtea Spaniei, Relatarea călătoriei în Spania (Memoires de la cour d'Espagne, Relation du voyage d'Espagne) (1690 sau 1691)
- Amintiri de la Curtea Angliei (Mémoires de la cour d'Angleterre) (1695)
- Din Basme (Les Contes des Fées) (1697):
  - Babiole
  - Curning Cinders (Finette Cendron)
  - Graciosa și Percinet (Gracieuse et Percinet)
  - Prințesa Primăverii (La Princesse Printanière)
  - Prințesa Rosette (La Princesse Rosette)
  - Albina și portocalul (L'Orangier et l'Abeille)
  - Broasca binevoitoare sau Broasca și zâna leu (La Grenouille bienfaisante)
  - Pasărea albastră (L'Oiseau bleu)
  - Delfinul (Le Dauphin)
  - Fericitul sau Felicia și oala cu roz (Fortunée)
  - Prințul spiriduș (Le Prince Lutin)
  - Micul șoricel bun (La bonne petite souris)
  - Berbecul sau Oaia minunată (Le Mouton)
  - Povestea drăgălașei Bucle-Aurii sau Frumoasa cu păr de aur (La Belle aux cheveux d'or)
  - Piticul galben (Le Nain jaune)
  - Căprioara albă sau În adâncul pădurii (La Biche au bois)
- Din Povești noi sau zâne la modă (Contes Nouveaux ou Les Fées à la Mode) (1698)
  - Belle-Belle sau Cavalerul norocos (Belle-Belle sau Le Chevalier Fortuné)
  - Șarpele verde (Serpentin vert)
  - Pisica albă (La Chatte Blanche)
  - Rămurica de Aur (Le Rameau d'Or)
  - Porumbelul și porumbița (Le Pigeon et la Colombe)
  - Prințul Marcassin (Le Prince Marcassin)
  - Prințesa Stea-Frumoasă (La Princesse Belle-Étoile)
  - Prințesa Carpillon (Princesse Carpillon)[19]